# Shockwave (Drayton Manor Park)
Wave im Drayton Manor (Drayton Bassett, Staffordshire, UK) ist eine Stahlachterbahn vom Modell Stand-Up Coaster des Herstellers Intamin in Zusammenarbeit mit Giovanola, die 1994 als Shockwave eröffnet wurde. Sie war bis zur Eröffnung von Freestyle in Cavallino Matto im Jahre 2015 die einzige Stand-Up-Achterbahn in Europa und war bis 2023 die einzige, sich noch in Betrieb befindliche Stand-Up-Achterbahn des Herstellers weltweit.
Zur 2024er Saison wurden die Stand-Up-Züge durch welche mit Sitzposition ersetzt, womit die Bahn auch kein Stand-Up Coaster mehr ist.

## Strecke
Die 500 m lange Strecke führt nach dem als Kurve ausgelegten First Drop durch einen Looping direkt gefolgt von einer Zero-g-Roll. Daran schließt sich der doppelte Korkenzieher an. Nach einer weiteren Kurve folgt dann die Schlussbremse.

Als Shockwave war sie weltweit der einzige Stand-Up Coaster mit einer Zero-g-Roll.
Bis 2003 waren Shockwaves Schienen blaugrün und die Stützen braun. Seit 2004 hat sie blaue Schienen und weiße Stützen.

## Züge
Wave besitzt zwei Züge des Herstellers ART Engineering mit jeweils sechs Wagen. In jedem Wagen können vier Personen (eine Reihe) Platz nehmen.